# جایی که قلب آنجاست (فیلم ۱۹۹۰)
جایی که قلب آنجاست (به انگلیسی: Where the Heart Is) فیلمی محصول سال ۱۹۹۰ و به کارگردانی جان بورمن است. در این فیلم بازیگرانی همچون دابنی کلمن، اوما تورمن، جوانا کسیدی، کریسپین گلاور، سوزی آمیس، کریستوفر پلامر، دیوید هیولت، مائوری چایکین، دیلن والش و شیلا کلی ایفای نقش کرده‌اند.